# Ovidiu
Ovidiu is een stad (oraș) in het Roemeense district Constanța. De stad telt 13.458 inwoners (2002).

## Voetbal
Voetbalclub FC Viitorul Constanța is afkomstig uit Ovidiu. Ook al verwijst de naam van de club naar het nabij gelegen grotere Constanța. FC Viitorul Constanța werd in 2009 opgericht door de Roemeense nationale voetballegende Gheorghe Hagi. In 2017 werd de club landskampioen. Uit geen kleinere stad dan Ovidiu werd een voetbalclub landskampioen van Roemenië. 